# ¿Quién manda?
¿Quién manda? és una pel·lícula de la República Dominicana del 2013 escrita per Daniel Aurelio i dirigida per Ronni Castillo. La pel·lícula va ser nominada per la República Dominicana a l'Oscar a la millor pel·lícula de parla no anglesa als Premis Oscar de 2013, però finalment no va ser nominada.

## Sinopsi
Alex és un individu relaxat, sofisticat i seductor a qui ni li duren gaire les relacions amoroses, que solen ser curtes i superficials perquè no vol renunciar als beneficis de la seva llibertat. Alhora, aconsella als seus amics com actuar per tal de conquistar una dona.
Però tot es trastoca quan coneix Natalie, sensual, atrevida i divertida, però amb el mateix estil de vida que ell. COm que tots dos volen tenir el control de la relació s'enfrontaran a una cruïlla de sentiments per tal de demostrar "qui és el que mana".

## Repartiment
- Frank Perozo com Alex
- Nashla Bogaert com Natalie
- Cuquín Victoria com Don Frank
- Amauris Pérez com Eduardo
- Claudette Lali com Carolina
- Akari Endo com Melissa
- Sergio Carlo

## Nominacions
Pel seu paper Nashla Bogaert fou nominada al Premi Platino a la millor interpretació femenina en la I edició dels Premis Platino.